# Осасуна Б
«Осасуна Б» (ісп. Club Atlético Osasuna B) — іспанський футбольний клуб з міста Памплона, в автономному співтоваристві Наварра, резервна команда клубу «Осасуна». Клуб заснований в 1964 році, гостей приймає на арені «Тахонар», що вміщує 4 500 глядачів. В Прімері і Сегунді команда ніколи не виступала, найкращим результатом є 2-е місці в Сегунді Б в сезонах 1989/90 і 1995/96.

## Історія
«Осасуна Б» була заснована в 1962 році як Osasuna Promesas, і була перейменована в 1991 році, після чого вперше досягла третього дивізіону в сезоні 1982/83, а потім знову в 1987 році.
З 1994 до 2000 роки «Осасуна Б» не мали права на просування, оскільки основна команда грали у другому рівні.

## Колишні назви
- 1964—1991 — «Осасуна Промесас»
- 1991— «Осасуна Б»

## Відомі гравці
- Сесар Аспілікуета
- Рауль Гарсія
- Хаві Мартінес
- Начо Монреаль
- Пабло Орбаїс
- Енріке Сола
- Хав'єр Фланьйо